# Niedźwiedź (powiat wąbrzeski)
Niedźwiedź – wieś w Polsce położona w województwie kujawsko-pomorskim, w powiecie wąbrzeskim, w gminie Dębowa Łąka. W latach 1975–1998 miejscowość należała administracyjnie do województwa toruńskiego. Według Narodowego Spisu Powszechnego (III 2011 r.) liczyła 419 mieszkańców. Jest trzecią co do wielkości miejscowością gminy Dębowa Łąka.
W czasie kampanii wrześniowej stacjonowała tu 43 Eskadra Towarzysząca.

## Części wsi
| SIMC    | Nazwa      | Rodzaj    |
| ------- | ---------- | --------- |
| 0842704 | Falęgi     | część wsi |
| 0842710 | Rumunki    | część wsi |
| 0842727 | Rutkowizna | część wsi |

## Zabytki
- Gotycki kościół parafialny pod wezwaniem św. Jerzego, z połowy XIV wieku[8].
- Późnoklasycystyczny dwór z XIX wieku. Wzniesiony przez Kucharskich, następnie w posiadaniu Mieczkowskich. W okresie międzywojennym znajdowały się w nim cenne zbiory archeologiczne, broni białej, porcelany i fajansu, malarstwa, rzeźb, mebli i pamiątek narodowych.
- Park dworski, założony pod koniec XIX wieku, na powierzchni ponad 8 ha.

## Galeria

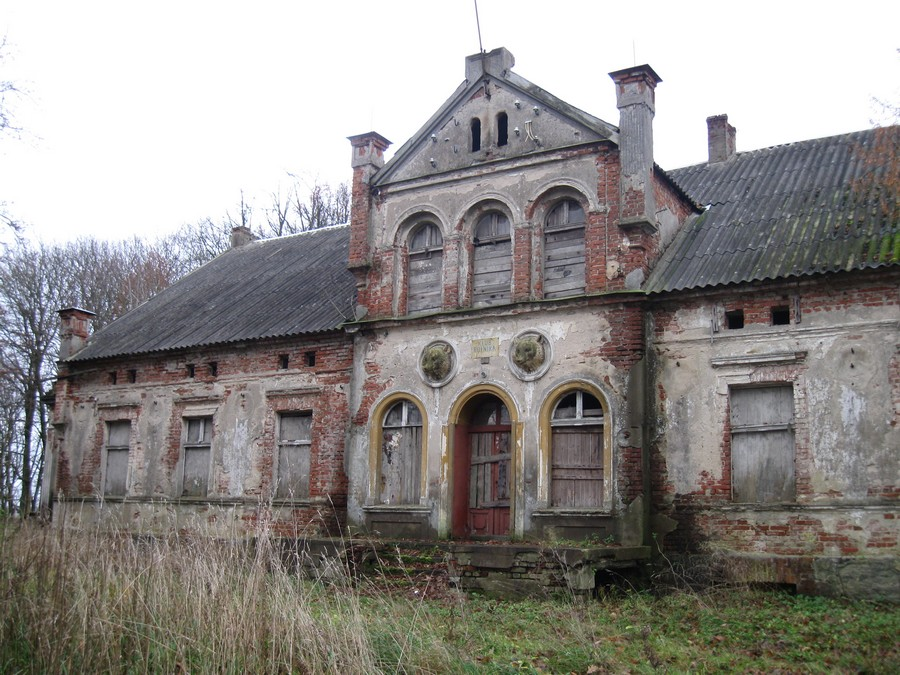
Dwór od strony podjazdu
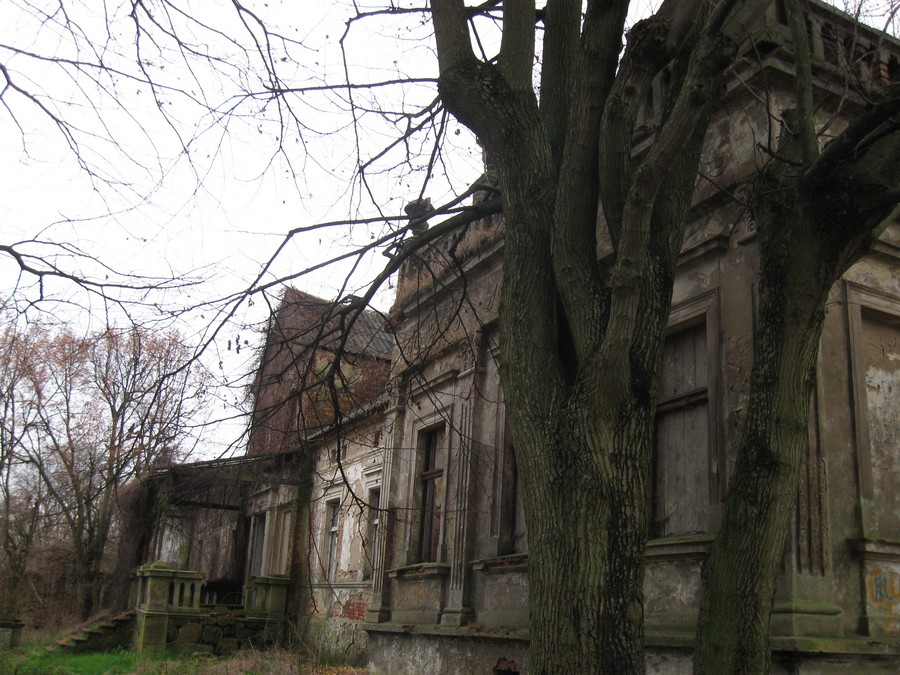
Dwór od strony ogrodu
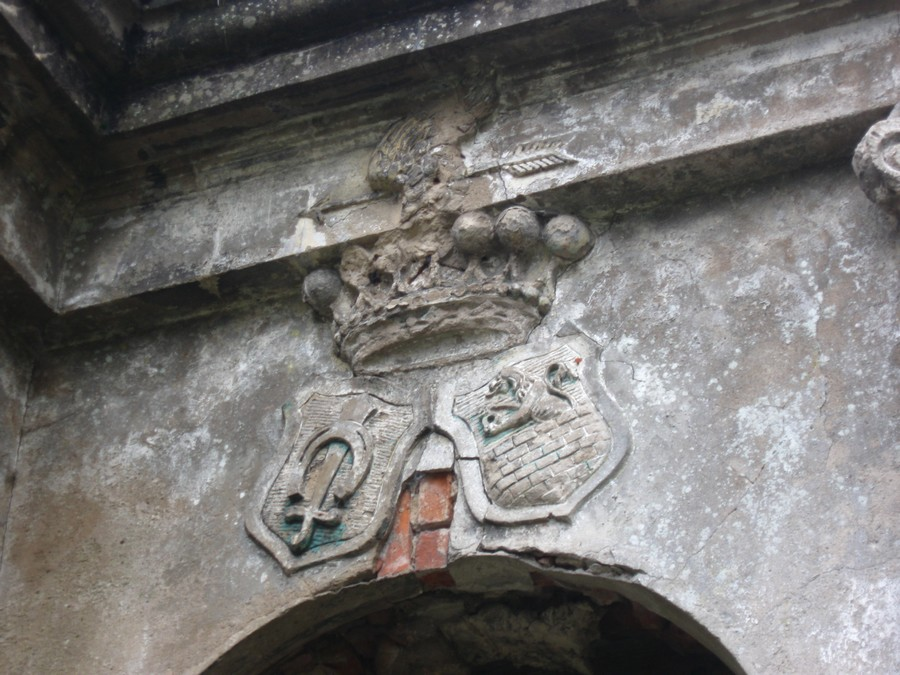
Herby Mieczkowskich i Kucharskich
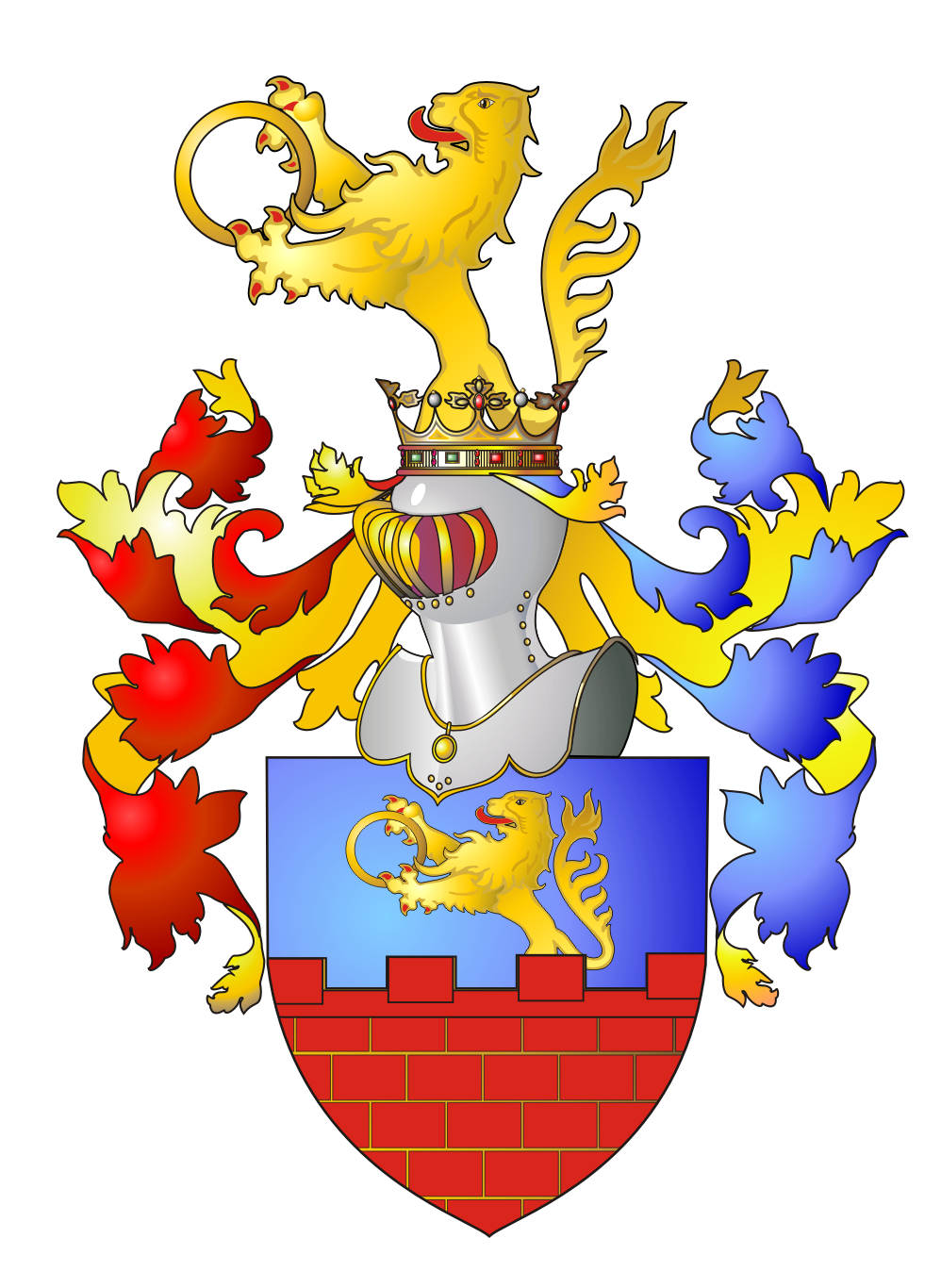
Herb Kucharskich
Herb Mieczkowskich